# Barlow Rocks
Die Barlow Rocks sind eine Felsformation im ostantarktischen Viktorialand. Sie ragen unterhalb der nordwestlichen Hänge des Mount Morning am Südrand des oberen Koettlitz-Gletschers auf.
Das Advisory Committee on Antarctic Names benannte sie 1994 nach dem US-amerikanischen Kartografen Roger A. Barlow vom United States Geological Survey, der im antarktischen Winter 1992 zur Mannschaft auf der Amundsen-Scott-Südpolstation gehörte, die Satellitenvermessungen durchführte.